# Ledella ultima
Ledella ultima är en musselart som först beskrevs av E. A. Smith 1885.  Ledella ultima ingår i släktet Ledella och familjen tandmusslor. Inga underarter finns listade i Catalogue of Life.